# مايا أستروم
مايا أستروم (بالسويدية: Maja Åström)‏ هي لاعبة كرة قدم سويدية، ولدت في 14 ديسمبر 1982 في أفستا ‏ في السويد. شاركت مع منتخب السويد لكرة القدم للسيدات. أما مع النوادي، فقد لعبت مع Tyresö FF ‏.

## روابط خارجية
- مايا أستروم على موقع الاتحاد الدولي (مؤرشف)  (الإنجليزية)
- مايا أستروم على موقع قاعدة بيانات كرة القدم.إي يو (الإنجليزية)
- مايا أستروم على موقع أوليمبيديا (الإنجليزية)